# Baye Djiby Fall
Baye Djiby Fall (ur. 20 kwietnia 1985 w Thiès) – senegalski piłkarz występujący na pozycji napastnika. Od 2018 jest zawodnikiem Hobro IK.

## Kariera klubowa
Fall karierę rozpoczynał w klubie St. Louis Center. Potem przeszedł do ekipy juniorskiej francuskiego AJ Auxerre. Jego pierwszym klubem w seniorskiej karierze był inny francuski klub – FC Bourg-Péronnas. Potem był graczem AS Vitré, a w 2006 roku przeszedł do duńskiego Randers FC. W pierwszej lidze duńskiej zadebiutował 19 lipca 2006 w przegranym 0:5 meczu z FC Nordsjælland. 6 sierpnia 2006 w zremisowanym 1:1 pojedynku z Odense BK strzelił pierwszego gola w trakcie gry w pierwszej lidze duńskiej. W sezonie 2006/2007 w Randers rozegrał 30 ligowych spotkań i zdobył 14 bramek, co było 4. wynikiem w klasyfikacji strzelców ligi duńskiej.
W lipcu 2007 roku Fall odszedł do klubu Al-Ain FC ze Zjednoczonych Emiratów Arabskich. Tam spędził kolejne pół roku, a w styczniu 2008 roku powrócił do Danii, gdzie podpisał kontrakt z Odense BK. Pierwszy ligowy występ w jego barwach zanotował 15 marca 2008 przeciwko Aalborg BK (1:1). W 2008 roku został wybrany Piłkarzem Roku Ligi Duńskiej. W Odense grał przez ponad rok. W sumie zagrał tam w 31 ligowych meczach i strzelił w nich 18 goli.
W marcu 2009 roku za 4,7 miliona euro przeszedł do rosyjskiego Lokomotiwu Moskwa. W lidze rosyjskiej zadebiutował 22 marca 2009 w zremisowanym 1:1 spotkaniu z Rostowem.
W 2010 roku został wypożyczony do Molde FK. Następnie występował w Odense Boldklub i KSC Lokeren. W lecie 2012 roku został piłkarzem SpVgg Greuther Fürth. Następnie grał w takich klubach jak: Randers FC, Karşıyaka SK, Irtysz Pawłodar i FC Cincinnati. W 2018 przeszedł do Hobro IK.

## Kariera reprezentacyjna
W 2009 roku Fall zadebiutował w reprezentacji Senegalu. Dotychczas rozegrał w niej dwa spotkania (stan na lipiec 2009).